# 本郷通り商店街 (奈良県大和高田市)

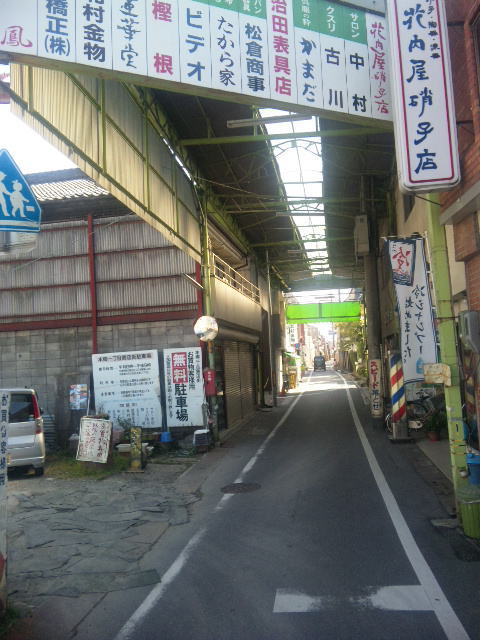
本郷通り商店街の北端付近

本郷通り商店街（ほんごうどおりしょうてんがい）とは、奈良県大和高田市の本郷通りに沿う商店街である。

## 歴史
平安時代に高田（大和高田市）周辺が平田荘という大荘園であった頃、その中心に高田郷とよばれた集落があった。そこは、横大路が下街道と交差するという交通の要所であり、高田発祥の地として「本郷」と名付けられたという。この付近には、伊福寺・天神社・八幡宮・常光寺・唯心院などの社寺や大和国衆の城下町（高田城 (大和国)）として座の聖人が集まった。近代までは農村的性格の村であったが、明治以降は高田の産業発展と共に商店街も発展していった。
通りの堀江邸宅跡地には明治天皇が地方巡幸で1877年（明治10年）2月12日に高田に立ち寄った際の記念碑が建てられている。1937年（昭和12年）建立、揮毫は徳富蘇峰によるもの。

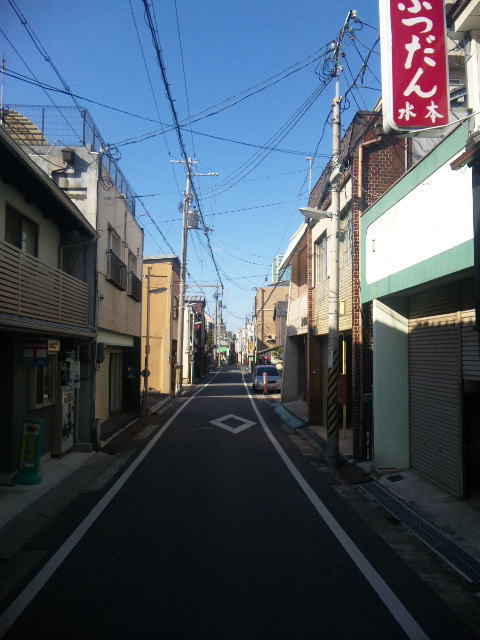
商店街の通りの様子
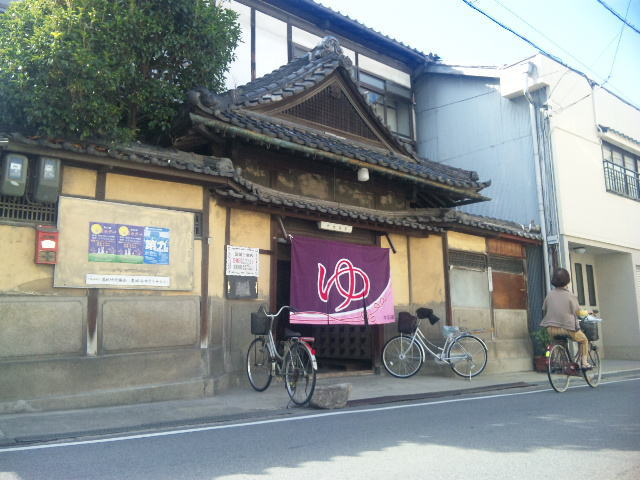
中央温泉（銭湯）
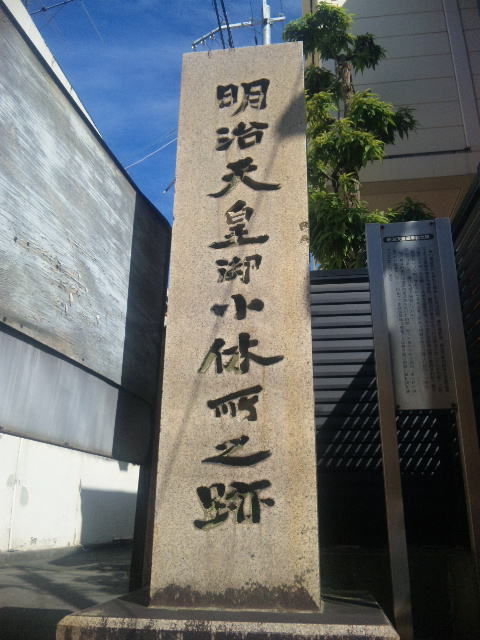
明治天皇巡幸記念碑

## 伝承
1686年（貞享3年）に井原西鶴によって記された『好色五人女』の八百屋お七の物語が、大和高田市本郷のこの地で起こった事件をモデルにしたとの説がある。西鶴の紀行文には本郷ゆかりの文もしばしば見受けられる。また、本郷付近の川には「お七川」が流れ、この水を火傷に良く効くと伝えた。近隣の常光寺の過去帳にお七の名が残り、数珠も同寺で保存されてきた（近年焼失）。
ただし、大和高田市のHPによれば常光寺のお七の数珠には享保十年（1725年）とあり、これは井原西鶴の好色五人女が書かれた貞享3年(1686年)の39年後である。また、常光寺の享保年間の過去帳には 死刑囚「しち」という名が見えるともされているが、同じく享保年間は井原西鶴よりも後の年代である。。

## 交通
- JR高田駅西口から南へ徒歩で約2分。